# Tears of Steel
Tears of Steel (englisch für „Tränen aus Stahl“) ist ein Science-Fiction-Kurzfilm mit einem großen Anteil an CGI. Der Arbeitsname des Filmprojektes war Mango. Dieses Projekt wurde durch die Blender Foundation produziert und dient der Weiterentwicklung und Erprobung freier Software, insbesondere der 3D-Grafiksoftware Blender. Der Film wurde am 26. September 2012 auf der Projekthomepage sowie auf Youtube unter der freien Creative Commons Attribution-Lizenz veröffentlicht.
Der Film spielt in der fernen Zukunft nahe der Oude Kerk in Amsterdam. Eine Gruppe von Kämpfern und Wissenschaftlern versucht die Welt vor zerstörerischen Robotern zu retten.
Die Szenen im Film sind fast ausschließlich computergeneriert. Die Schauspieler wurden mittels Chroma Keying und Rotoskopie in die Umgebung eingefügt und mittels Tracking modifiziert. Das technische Hauptziel von Mango war die Integration und Erprobung von Kamera- und Bewegungsverfolgung sowie fotorealistisches Rendering. Des Weiteren wurden das Compositing, der Umgang mit Masken (Masking) und die Farbkorrektur (Grading) erweitert und verbessert.

## Galerie

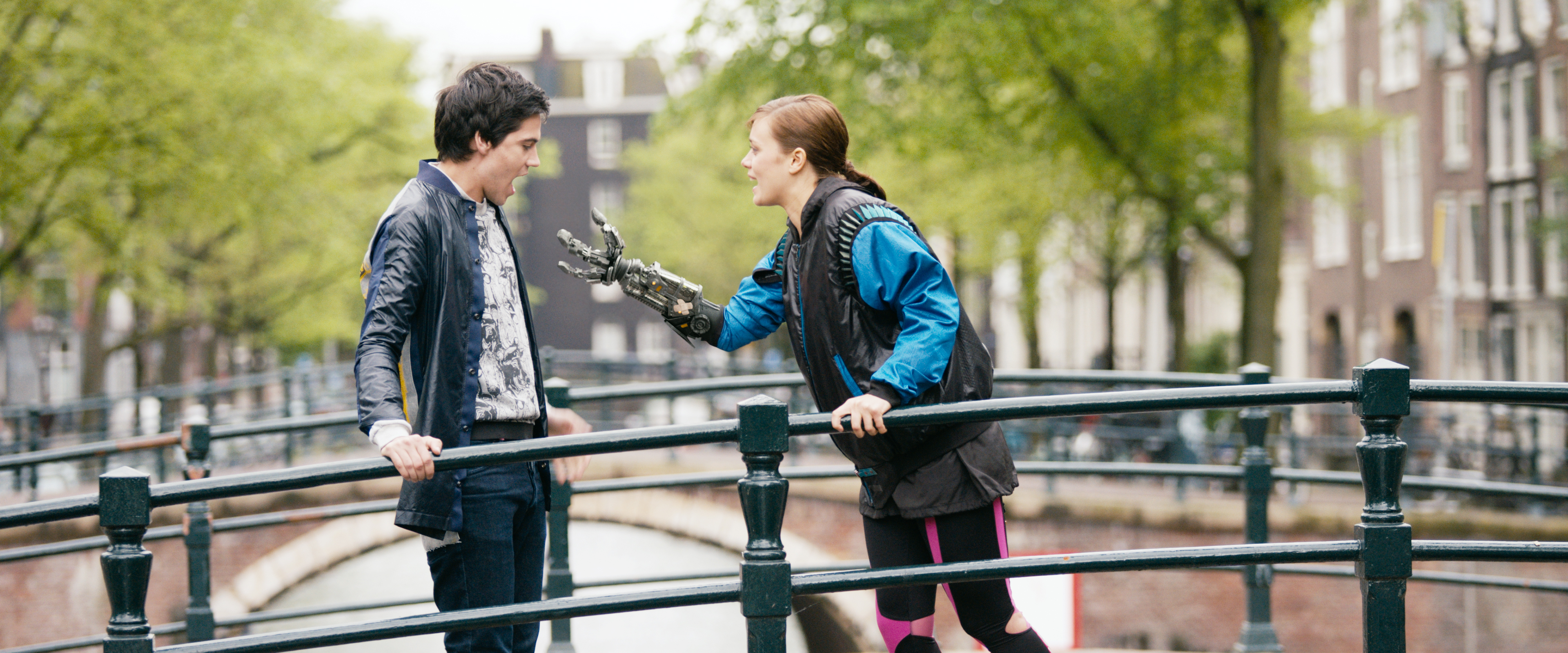
Denise Rebergen and Vanja Rukavina
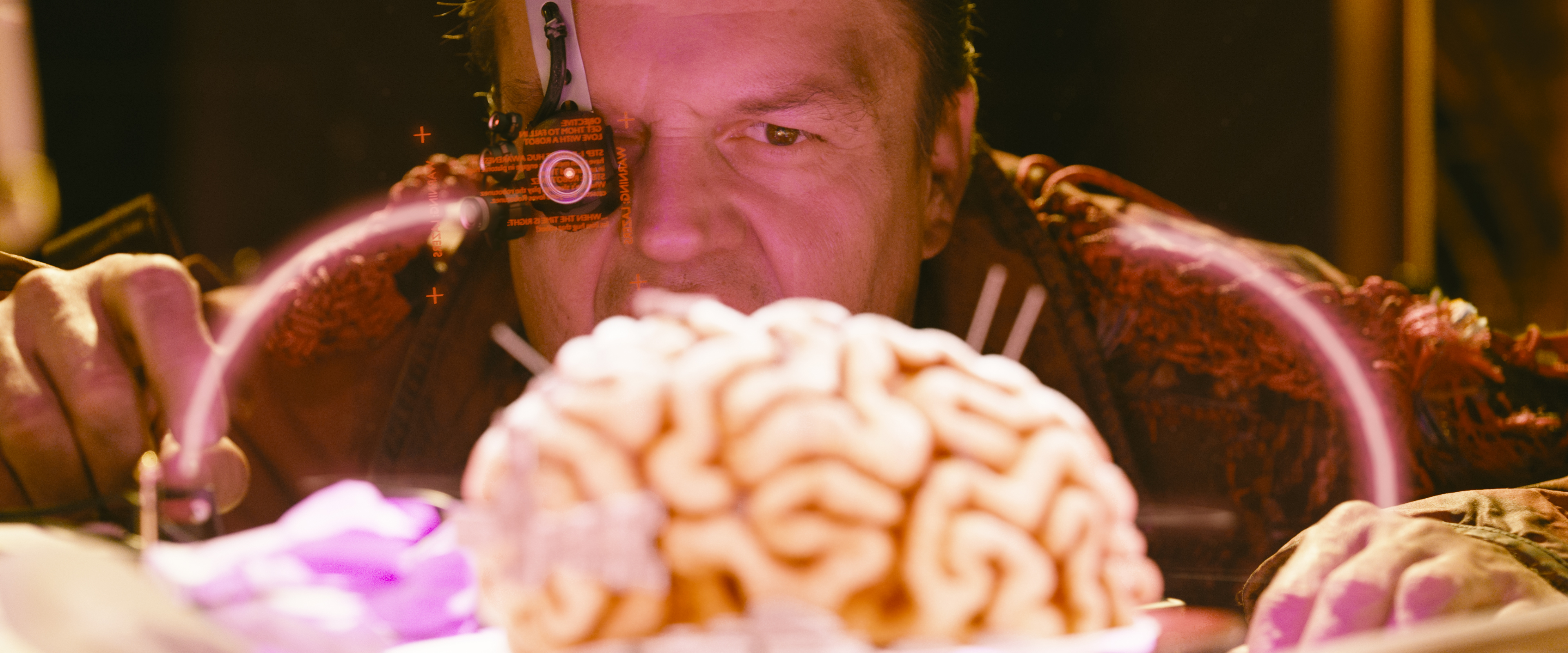
Rogier Schippers
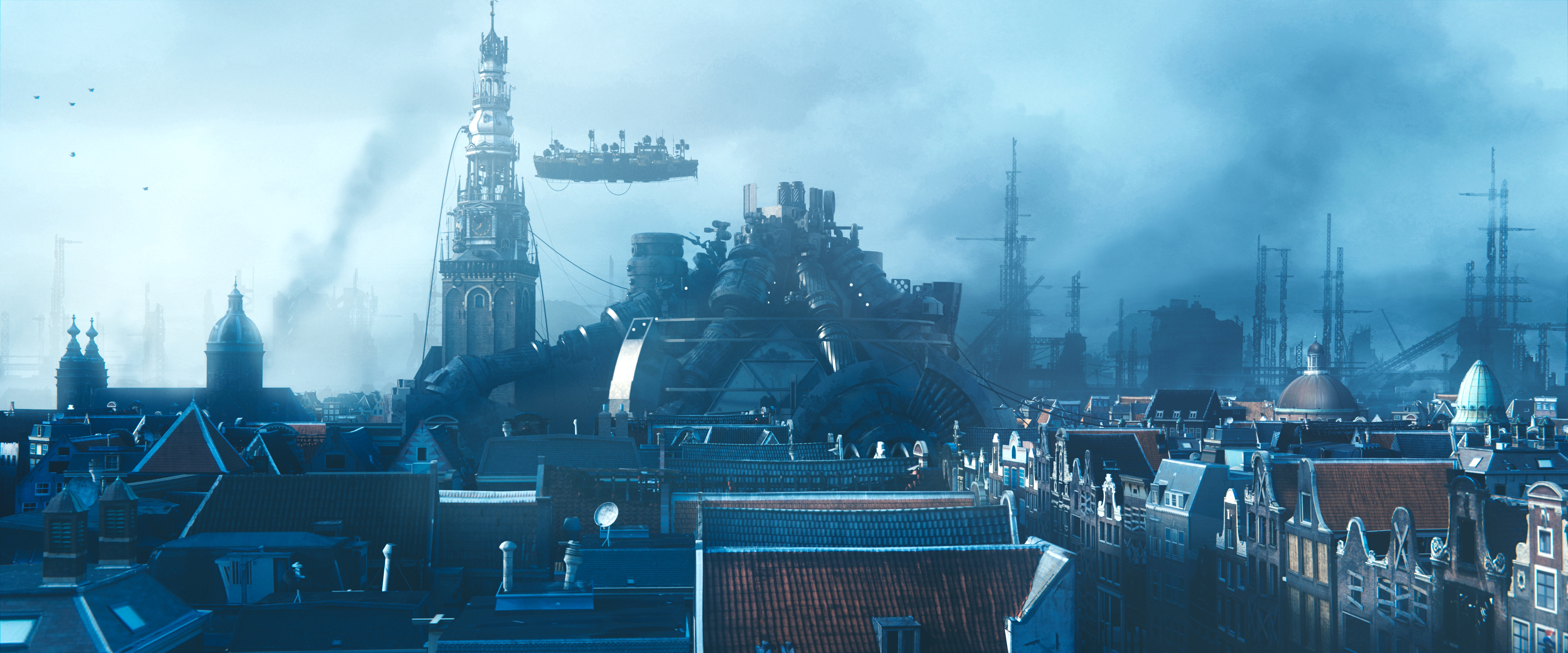
Ein fliegendes Schiff über Amsterdam
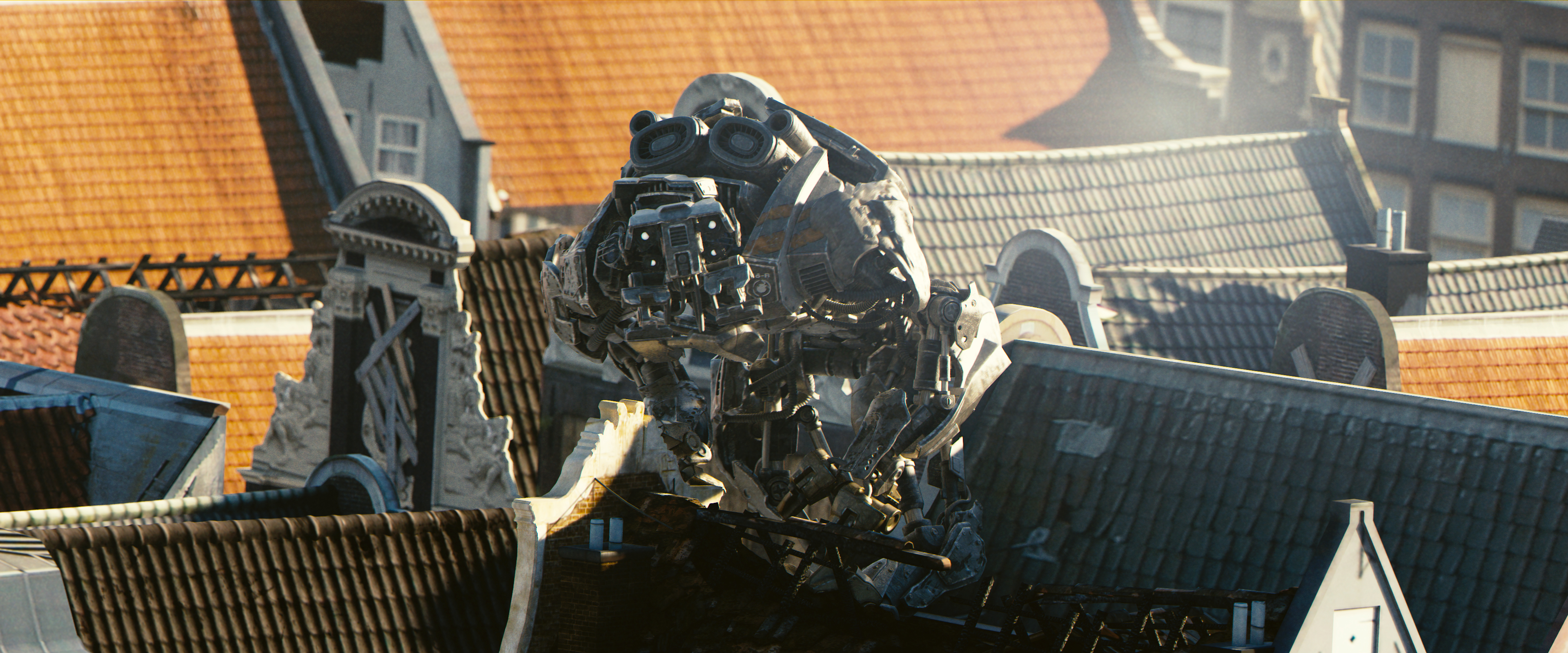
Ein Riesenrobot greift Amsterdam an
- Eine Szene aus dem Film